# Reta real estendida projetivamente

A reta real estendida projetivamente pode ser visualizada como a reta numérica real enrolada em torno de um círculo (por alguma forma de projeção estereográfica) com um ponto no infinito.

Na análise real, a reta real estendida projetivamente (também chamada de compactificação com um ponto da reta real), é a extensão da reta numérica por um ponto indicado ∞. É, portanto, o conjunto {\displaystyle \mathbb {R} \cup \{\infty \}} (em que {\displaystyle \mathbb {R} } é o conjunto dos números reais) com as operações aritméticas usuais estendidas estendido sempre que possível, e às vezes denotado por {\displaystyle {\widehat {\mathbb {R} }}.} O ponto adicionado é chamado de ponto no infinito, porque ele é considerado como um vizinho de ambas as extremidades da reta real. Mais precisamente, o ponto no infinito é o limite de toda sequência de números reais cujos valores absolutos são crescentes e ilimitados.
A reta real estendida projetivamente pode ser identificada com a reta projetiva sobre os reais em que foram atribuídos valores específicos três pontos (e.g. 0, 1 e ∞). A reta real estendida projetivamente não deve ser confundida com a reta numérica real estendida, em que +∞ e −∞ são distintos.

## Divisão por zero
Ao contrário da maioria dos modelos matemáticos do conceito intuitivo de "número", esta estrutura permite a divisão por zero:
{\displaystyle {\frac {a}{0}}=\infty }
para a diferente de zero. Em particular 1/0 = ∞, e, além disso, 1/∞ = 0, fazendo da recíproca, 1/x, uma função total nesta estrutura. A estrutura, no entanto, não é um corpo, e nenhuma das operações aritméticas binárias são totais, como pode ser comprovado por exemplo, observando que 0⋅∞ é indefinido, apesar da função recíproca ser total. No entanto, ela tem interpretações utilizáveis – por exemplo, em geometria, uma reta vertical tem inclinação infinita.

## Extensões da reta real
A reta real estendida projetivamente estende o corpo dos números reais , da mesma forma que a esfera de Riemann estende o corpo dos números complexos, pela adição de um único ponto chamado convencionalmente de {\displaystyle \infty .}
Em contraste, a reta numérica real estendida (também chamada compactificação de dois pontos da reta real) distingue entre {\displaystyle +\infty } e {\displaystyle -\infty .}

## Ordem
A relação de ordem não pode ser estendida para {\displaystyle {\widehat {\mathbb {R} }}} de uma forma significativa. Dado um número {\displaystyle a\neq \infty ,} não há argumentos convincentes para definir que {\displaystyle a>\infty } nem que {\displaystyle a<\infty .} Como {\displaystyle \infty } não pode ser comparado com nenhum dos outros elementos, não faz sentido manter esta relação em {\displaystyle {\widehat {\mathbb {R} }}.} . No entanto, a ordem em {\displaystyle \mathbb {R} } é usada em definições de {\displaystyle {\widehat {\mathbb {R} }}.}

## Geometria
Fundamental para a ideia de que ∞ é um ponto como qualquer outro é a forma como a reta real projetiva é um espaço homogêneo, de fato homeomorfo a um círculo. Por exemplo, o grupo linear geral das matrizes 2×2 invertíveis tem uma ação transitiva sobre ele. A ação de grupo pode ser expressa através de transformações de Möbius, (também chamadas de transformações fracionárias lineares), com o entendimento de que quando o denominador da transformação fracionária linear é 0, a imagem é ∞.
A análise detalhada da ação mostra que, para quaisquer três pontos distintos P, Q e R, existe uma transformação fracionária linear levando P a 0, Q a 1, e R a ∞, isto é, o grupo das transformações fracionárias lineares é triplamente transitivo sobre a reta real projetiva. Isso não pode ser estendido para quádruplas, pois a razão cruzada é invariante.
A terminologia reta projetiva é apropriada, pois os pontos estão em uma correspondência biunívoca com os subespaços vetoriais unidimensionais de {\displaystyle \mathbb {R} ^{2}.}

## Operações aritméticas

### Motivação para operações aritméticas
As operações aritméticas neste espaço são uma extensão das mesmas operações sobre os reais. Uma motivação para as novas definições vem dos limites de funções de uma variável real.

### Operações aritméticas que são definidas
Além das operações usuais do subconjunto {\displaystyle \mathbb {R} } de {\displaystyle {\widehat {\mathbb {R} }},} as seguintes operações são definidas para {\displaystyle a\in {\widehat {\mathbb {R} }},} com as exceções indicadas:
{\displaystyle {\begin{aligned}a+\infty =\infty +a&=\infty ,&a\neq \infty \\a-\infty =\infty -a&=\infty ,&a\neq \infty \\a/\infty =a\cdot 0=0\cdot a&=0,&a\neq \infty \\\infty /a&=\infty ,&a\neq \infty \\a/0=a\cdot \infty =\infty \cdot a&=\infty ,&a\neq 0\\0/a&=0,&a\neq 0\end{aligned}}}

### Operações aritméticas que permanecem indefinidas
As expressões a seguir não podem ser motivadas pela consideração de limites de funções reais, e nenhuma definição das mesmas permite que a formulação das propriedades algébricas usuais seja mantida inalterada em sua forma para todos os casos definidos. Consequentemente, eles são mantidos indefinidos:
{\displaystyle {\begin{aligned}&\infty -\infty \\&\infty \cdot 0\\&0\cdot \infty \\&\infty /\infty \\&0/0\end{aligned}}}

## Propriedades algébricas
As seguintes igualdades significam: ou ambos os lados são indefinidos, ou ambos os lados são definidos e iguais.  Isso é verdadeiro para quaisquer {\displaystyle a,b,c\in {\widehat {\mathbb {R} }}.}
{\displaystyle {\begin{aligned}(a+b)+c&=a+(b+c)\\a+b&=b+a\\(a\cdot b)\cdot c&=a\cdot (b\cdot c)\\a\cdot b&=b\cdot a\\a\cdot \infty &={\frac {a}{0}}\\\end{aligned}}}
As seguintes propriedades são verdadeiras sempre que o lado direito estiver definido, para quaisquer {\displaystyle a,b,c\in {\widehat {\mathbb {R} }}.}
{\displaystyle {\begin{aligned}a\cdot (b+c)&=a\cdot b+a\cdot c\\a&=({\frac {a}{b}})\cdot b&=\,\,&{\frac {(a\cdot b)}{b}}\\a&=(a+b)-b&=\,\,&(a-b)+b\end{aligned}}}
Em geral, todas as leis da aritmética que são válidas para {\displaystyle \mathbb {R} } também são válidas para {\displaystyle {\widehat {\mathbb {R} }}} sempre que todas as expressões presentes estiverem definidas.

## Intervalos e topologia
O conceito de intervalo pode ser estendido para {\displaystyle {\widehat {\mathbb {R} }}.} No entanto, como ele não é um conjunto ordenado, o intervalo tem um significado um pouco diferente. As definições para  os intervalos fechados são as seguintes (presume-se que 
{\displaystyle a,b\in \mathbb {R} ,a<b}):
{\displaystyle {\begin{aligned}\left[a,b\right]&=\lbrace x\mid x\in \mathbb {R} ,a\leq x\leq b\rbrace \\\left[a,\infty \right]&=\lbrace x\mid x\in \mathbb {R} ,a\leq x\rbrace \cup \lbrace \infty \rbrace \\\left[b,a\right]&=\lbrace x\mid x\in \mathbb {R} ,b\leq x\rbrace \cup \lbrace \infty \rbrace \cup \lbrace x\mid x\in \mathbb {R} ,x\leq a\rbrace \\\left[\infty ,a\right]&=\lbrace \infty \rbrace \cup \lbrace x\mid x\in \mathbb {R} ,x\leq a\rbrace \\\left[a,a\right]&=\{a\}\\\left[\infty ,\infty \right]&=\lbrace \infty \rbrace \end{aligned}}}
Com a exceção de quando os pontos são iguais, os intervalos abertos e semiabertos correspondentes são definidos removendo as respectivas extremidades.
{\displaystyle {\widehat {\mathbb {R} }}} quanto o conjunto vazio são intervalos, e o mesmo se aplica a qualquer conjunto formado pela exclusão de um único ponto de {\displaystyle {\widehat {\mathbb {R} }}.} 
O uso dos intervalos abertos como base define uma topologia em {\displaystyle {\widehat {\mathbb {R} }}.} Para obter uma base é suficiente considerar os intervalos abertos em {\displaystyle \mathbb {R} ,} de comprimento finito, e os intervalos{\displaystyle (b,a)=\{x\mid x\in \mathbb {R} ,b<x\}\cup \{\infty \}\cup \{x\mid x\in \mathbb {R} ,x<a\}} para quaisquer {\displaystyle a,b\in \mathbb {R} } tais que {\displaystyle a<b.}
Como foi dito, a topologia é homeomorfa a um círculo. Assim, ele é metrizável correspondente (para um dado homeomorfismo) à métrica ordinária neste círculo (seja ela a medição em linha reta ou ao longo do círculo). Não há nenhuma métrica que seja uma extensão da métrica ordinária sobre {\displaystyle \mathbb {R} .}

## Aritmética de intervalos
A aritmética de intervalos estende-se a {\displaystyle {\widehat {\mathbb {R} }}} a partir de {\displaystyle \mathbb {R} .} O resultado de uma operação aritmética nos intervalos é sempre um intervalo, exceto quando os intervalos com uma operação binária contêm valores incompatíveis, levando a um resultado indefinido. Em particular, tem-se, para cada {\displaystyle a,b\in {\widehat {\mathbb {R} }}:}
{\displaystyle x\in [a,b]\iff {\frac {1}{x}}\in \left[{\frac {1}{b}},{\frac {1}{a}}\right],}
independentemente de qualquer dos intervalos incluir ou não {\displaystyle 0} e {\displaystyle \infty .}

## Cálculo
As ferramentas de cálculo podem ser usadas para analisar funções de {\displaystyle {\widehat {\mathbb {R} }}.} As definições são motivadas pela topologia deste espaço.

### Vizinhanças
Sejam {\displaystyle x\in {\widehat {\mathbb {R} }},A\subseteq {\widehat {\mathbb {R} }}.}
- A é uma vizinhança de x se, e somente se, A contém um intervalo aberto B e {\displaystyle x\in B.}
- A é uma vizinhança à direita de x se, e somente se, existe {\displaystyle y\in {\widehat {\mathbb {R} }}\setminus \{x\}} de tal forma que A contém {\displaystyle [x,y).}
- A é uma vizinhança à esquerda de x se, e somente se, existe {\displaystyle y\in {\widehat {\mathbb {R} }}\setminus \{x\}} de tal forma que A contém {\displaystyle (y,x].}
- A é uma vizinhança perfurada (à direita, à esquerda) de x se, e somente se, existe {\displaystyle B\subseteq {\widehat {\mathbb {R} }}} tal que B é uma vizinhança (à direita, à esquerda) de x, e {\displaystyle A=B\setminus \{x\}.}

### Limites

#### Definições básicas de limites
Sejam {\displaystyle f:{\widehat {\mathbb {R} }}\to {\widehat {\mathbb {R} }},p\in {\widehat {\mathbb {R} }},L\in {\widehat {\mathbb {R} }}.}
O limite de f(x) quando x tende a p é L, denotado por
{\displaystyle \lim _{x\to p}{f(x)}=L}
se, e somente se, para cada vizinhança A de L, existe uma vizinhança perfurada B de p, tal que {\displaystyle x\in B} implica {\displaystyle f(x)\in A.}
O limite lateral de f(x) quando x tende a p pela direita (esquerda) é L, denotado por
{\displaystyle \lim _{x\to p^{+}}{f(x)}=L}    {\displaystyle \left(\lim _{x\to p^{-}}{f(x)}=L\right)}
se, e somente se, para cada vizinhança A de L, existe uma vizinhança perfurada à direita (à esquerda) B de p, tal que {\displaystyle x\in B} implica {\displaystyle f(x)\in A.}
Pode ser mostrado que {\displaystyle \lim _{x\to p}{f(x)}=L} se, e somente se, {\displaystyle \lim _{x\to p^{+}}{f(x)}=L} e {\displaystyle \lim _{x\to p^{-}}{f(x)}=L.}

#### Comparação com os limites emR{\displaystyle \mathbb {R} }
As definições dadas acima podem ser comparadas com as definições usuais de limites de funções reais. Nas afirmações a seguir, {\displaystyle p,L\in \mathbb {R} ,} o primeiro limite é como definido acima, e o segundo limite é no sentido habitual:
- {\displaystyle \lim _{x\to p}{f(x)}=L} é equivalente a {\displaystyle \lim _{x\to p}{f(x)}=L.}
- {\displaystyle \lim _{x\to \infty ^{+}}{f(x)}=L} é equivalente a{\displaystyle \lim _{x\to -\infty }{f(x)}=L.}
- {\displaystyle \lim _{x\to \infty ^{-}}{f(x)}=L} é equivalente a{\displaystyle \lim _{x\to +\infty }{f(x)}=L.}
- {\displaystyle \lim _{x\to p}{f(x)}=\infty } é equivalente a {\displaystyle \lim _{x\to p}{|f(x)|}=+\infty .}
- {\displaystyle \lim _{x\to \infty ^{+}}{f(x)}=\infty } é equivalente a {\displaystyle \lim _{x\to -\infty }{|f(x)|}=+\infty .}
- {\displaystyle \lim _{x\to \infty ^{-}}{f(x)}=\infty } é equivalente a {\displaystyle \lim _{x\to +\infty }{|f(x)|}=+\infty .}

#### Definição estendida de limites
Seja {\displaystyle A\subseteq {\widehat {\mathbb {R} }}.} Então p é um ponto-limite de A se, e somente se, toda vizinhança de p inclui um ponto {\displaystyle y\in A} tal que {\displaystyle y\neq p.}
Sejam {\displaystyle f:{\widehat {\mathbb {R} }}\to {\widehat {\mathbb {R} }},A\subseteq {\widehat {\mathbb {R} }},L\in {\widehat {\mathbb {R} }},p\in {\widehat {\mathbb {R} }},} p um ponto-limite de A. O limite de f(x) quando x tende a p por A é L, se, e somente se, para cada vizinhança B de L, existe uma vizinhança perfurada C de p, tal que {\displaystyle x\in A\cap C} implica {\displaystyle f(x)\in B.}
Isso corresponde à definição topológica usual de continuidade, aplicada à topologia de subespaço em {\displaystyle A\cup \lbrace p\rbrace ,} e a restrição de f a {\displaystyle A\cup \lbrace p\rbrace .}

### Continuidade
Sejam
{\displaystyle f:{\widehat {\mathbb {R} }}\to {\widehat {\mathbb {R} }},\quad p\in {\widehat {\mathbb {R} }}.}
A função f é contínua em p se, e somente se, f é definida em p e:
{\displaystyle \lim _{x\to p}{f(x)}=f(p).}
Seja
{\displaystyle f:{\widehat {\mathbb {R} }}\to {\widehat {\mathbb {R} }},\quad A\subseteq {\widehat {\mathbb {R} }}.}
A função f é contínua em A se, e somente se, para cada {\displaystyle p\in A,} f é definida em p e o limite de f(x) quando x tende a p por A é f(p).
Uma característica interessante é que toda função racional P(x)/Q(x), em que P(x) e Q(não possuem fatores comuns, é contínua em {\displaystyle {\widehat {\mathbb {R} }}.} Além disso, se tan é estendida, de forma que
{\displaystyle \tan \left({\frac {\pi }{2}}+n\pi \right)=\infty {\text{ for }}n\in \mathbb {Z} ,}
então, tan é contínua em {\displaystyle \mathbb {R} .} No entanto, muitas funções elementares, tais como as funções trigonométricas e exponenciais, são descontínuas no {\displaystyle \infty .} Por exemplo, o seno é contínuo em {\displaystyle \mathbb {R} } mas descontínuo, em {\displaystyle \infty .}
Assim, 1/x é contínua em {\displaystyle {\widehat {\mathbb {R} }}} mas não na reta numérica real estendida {\displaystyle {\overline {\mathbb {R} }}.} Por outro lado, a função arctan pode ser estendida continuamente em {\displaystyle {\overline {\mathbb {R} }},} mas não em {\displaystyle {\widehat {\mathbb {R} }}.}

## Como uma variedade projetiva
Quando a reta real projetiva é considerada no contexto do plano projetivo real, então as consequências do Teorema de Desargues são implícitas. Em particular, a construção da relação de conjugado harmônico projetivo entre os pontos é parte da estrutura da reta projetiva real projetiva. Por exemplo, dado qualquer par de pontos, o ponto no infinito é o conjugado harmônico projetivo de seu ponto médio.
Como as projetividades preservam a relação harmônica, elas formam os automorfismos da reta projetiva real. As projetividades são descritas algebricamente como homografias, uma vez que os números reais formam um anel, de acordo com a construção geral de uma reta projetiva sobre um anel. Coletivamente, elas formam o grupo PGL(2,R).
As projetividades que são suas próprias inversas são chamadas de involuções. Uma involução hiperbólica tem dois pontos fixos. Dois destes correspondem às operações aritméticas elementares sobre a reta projetiva real: a negação e os recíprocos. De fato, 0 e ∞ são fixados pela negação, enquanto que 1 e −1 são fixados pelos recíprocos.